# Ивашево (Пошехонский район)
Ивашево — деревня в Пошехонском районе Ярославской области России. Входит в состав Ермаковского сельского поселения.

## География
Деревня находится в северной части области, в подзоне южной тайги, на правом берегу реки Маткомы и ручья Каргач, на расстоянии примерно 37 километров (по прямой) к северо-западу от города Пошехонье, административного центра района. Абсолютная высота — 146 метров над уровнем моря.

### Климат
Климат характеризуется как умеренно континентальный, с продолжительной холодной зимой и коротким умеренно тёплым летом. Среднегодовая температура воздуха — 2,9 — 3,5 °C. Годовое количество атмосферных осадков — 500—750 мм, из которых большая часть выпадает в тёплый период. Преобладающее направление ветра юго-западное.

### Часовой пояс
Ивашево, как и вся Ярославская область, находится в часовой зоне МСК (московское время). Смещение применяемого времени относительно UTC составляет +3:00.

## Население
| 2007 | 2010 |
| ---- | ---- |
| 60   | ↘58  |

### Национальный состав
Согласно результатам переписи 2002 года, в национальной структуре населения русские составляли 100 % из 63 чел.

## Инфраструктура
Имеется пруд.
Почтовое отделение №152854, расположенное в селе Гаютино, на октябрь 2022 года обслуживает в деревне 30 домов.

## Транспорт
Ивашево находится в семи километрах к северу от деревни Гаютино. От Гаютино до Зинкино идёт грунтовая дорога, от Зинкино до Ивашево — асфальтированная. В самой деревне грунтовая дорога.